# Медаль «В память кончины императора Николая I» (для членов прусской делегации)
Медаль «В память кончины императора Николая I» (для членов прусской делегации) — государственная награда, памятная медаль Российской империи, предназначавшаяся для членов прусской делегации на похоронах Николая I.

## Основные сведения
Медаль «В память кончины императора Николая I» (для членов прусской делегации) учреждена 3 (15) апреля 1855 года указом Александра II в связи с похоронами Николая I. Указ об учреждении награды был сообщён министру Императорского Двора В. Ф. Адлербергу военным министром Д. А. Долгоруковым.
Существовала также настольная медаль «В память кончины императора Николая I», предназначенная для подданных Российской империи.

## Порядок награждения
Награждались члены делегации Прусского 6-го кирасирского полка, шефом которого и был покойный Николай I. Награждение организовывало Военное министерство Российской империи. Всего было 5 награждённых медалью:
- Ганнекен, майор, командир полка;
- Ведель, ротмистр;
- Раух, подпоручик;
- Браушиц, генерал;
- Мюнстер, флигель-адъютант Прусского короля, граф.

## Описание медали
Медали сделаны из золота. Диаметр 28 мм. На лицевой стороне медали изображён портрет Николая I, обращённый вправо. Вдоль края медали по окружности надпись на немецком языке: «NICOLAUS I KAISER ALLER REUSSEN.», что значит «НИКОЛАЙ I ИМПЕРАТОР ВСЕРОССИЙСКИЙ». На оборотной стороне медали вдоль края по окружности надпись «18T FEBR. 5T MÄRZ. 1855». В центре расположен увенчанный большой императорской короной вензель Николая I, отделённый от надписи лавровым венком.
Медали изготовлены на Санкт-Петербургском монетном дворе в мае 1855 года. Всего отчеканено 5 золотых медалей.

## Порядок ношения
Медаль имела ушко для крепления к колодке или ленте. Носить медаль следовало на груди. Лента медали — Андреевская.